# Honoráta
A Honoráta a Honorátusz férfinév női párja.

## Rokon nevek
Honóra, Honória

## Gyakorisága
Az 1990-es években a Honoráta szórványos név, a 2000-es években nem szerepel a 100 leggyakoribb női név között.

## Névnapok
- január 11.[2]
- április 5.[2]